# La viuda de Blanco (telenovela estadounidense)
La viuda de Blanco es una telenovela estadounidense por Telemundo-RTI para Telemundo en el 2006. Es una versión de la telenovela colombiana del mismo nombre. 
Está protagonizada por Itatí Cantoral y Francisco Gattorno, con las participaciones antagónicas de Zharick León, Zully Montero, Martín Karpan y Eduardo Ibarrola. Cuenta además con las actuaciones estelares de Lilibeth Morillo, Flavio Caballero, Carlos Camacho y Alejandro Felipe.

## Trama
Una mujer marcada por el dolor y el amor hace lo que sea para recuperar lo que más quiere en su vida: sus hijos. Ella enfrenta una dura batalla con su peor enemiga: doña Perfecta.
Esta es la historia de Alicia Guardiola, una misteriosa mujer que fue acusada hace unos años por doña Perfecta Albarracín de Blanco de asesinar a su hijo, Amador, quien se casó en contra de los deseos de su madre. De esa unión nacieron los gemelos Blanco, como los conocen en el pueblo. 
Doña Perfecta presumió que su hijo había sido secuestrado y asesinado por delincuentes bajo la complicidad de su esposa, razón por la que su odio hacia Alicia se multiplicó. 
Así, la despiadada mujer manipuló las pruebas que encontró a través de su tramposo abogado, Laurentino Urbina, para inculpar a Alicia y hacer justicia por la muerte de Amador. 
De esta manera, Guardiola fue recluida en la cárcel de mujeres, en donde tuvo que soportar varios años de humillaciones y amarguras en prisión hasta obtener su libertad condicional por falta de pruebas. 
Mientras que Alicia pagaba su condena, la mamá de Amador aprovechó la situación para quitarle la patria potestad de sus nietos, a quienes cuida entrañablemente. Por un lado, les inculca un inmenso amor al recuerdo de su padre fallecido, a la vez que un agudo resentimiento hacia su madre, a quien consideraba una mujer repudiada y despreciada. 
Alicia, por el contrario, es joven, bella, de gran carácter y valor moral. Dispuesta a recuperar el tiempo perdido, lo primero que hace al salir de prisión es ir a Trinidad, como se llama el pueblo, en busca de sus dos pequeños. 
La noche en que ella regresa a luchar por ellos y a enfrentarse a quien sea con tal de recuperarlos, sufre un accidente y el único que la ayuda es Sebastián Blanco, el hombre más deseado de todas las jóvenes del pueblo. 
Él, sorprendido por la belleza y el aura de misterio que la rodea a ella, queda aún más perplejo al verla huir ya que Alicia descubre que existe un parentesco familiar entre este hombre y doña Perfecta, la persona a quien más odia. 
La misma noche en que Alicia llega al pueblo, Felipe y Duván (los gemelos) tienen una pesadilla en la que ven un accidente y un hombre que logra rescatar a una mujer y a un taxista. Ellos le cuentan a su abuela el sueño que tuvieron. 
Perfecta teme por las premoniciones de los niños, que en otras oportunidades han sido acertadas. No se equivoca. Alicia llega a Trinidad y de inmediato se presenta en la casa de los Blanco, momento a partir del cual doña Perfecta inicia una feroz batalla en su contra.

## Elenco
- Itatí Cantoral - Alicia Guardiola Vda. de Blanco
- Francisco Gattorno - Sebastián Blanco Albarracín
- Zully Montero - Perfecta Albarracín Vda. de Blanco
- Alejandro Felipe - Felipe Blanco Guardiola y Duván Blanco Guardiola
- Zharick León - Iluminada Urbina
- Martín Karpan - Amador Blanco Albarracín
- Lilibeth Morillo - Haydeé Blanco Albarracín "La Panterita"
- Flavio Caballero - Justino "El Vampiro" Briñón
- Jeanette Lehr - Judith Cuestas
- Eduardo Ibarrola - Laurentino Urbina
- Carlos Camacho - Dimas Pantoja
- Rodolfo Jiménez - Teniente Pablo Ríos
- Manuel Balbi - Megateo Díaz
- Renato Rossini - Fabio Huster Briñón
- Michelle Vargas - Valeria Sandoval
- Alfonso Diluca - Hipólito Rebollo
- Nury Flores - Blasina
- Pedro Moreno - Querubín
- Martha Pabón - Ofelia Chamorro
- Marcela Serna - Clara "Clarita" Chamorro
- Michelle Jones - Teresa
- Sabrina Olmedo - Cornelia Guarnizo
- Freddy Viquez - Dr. Mahecha
- Carlos Garin - Don Humberto González
- Evelyn Santos - Mirta Catalina
- Francheska Mattei - Valentina Tamayo "Nina"
- Daniela Torres - Roberta
- Wendy Reyes - Hermelinda
- Robert Avellanet - Ricardo Durán
- Diego Vargas - Memo Aguirre
- Gabriel Morales - Beto
- Daniela Nieves - Patricia Giraldo
- Gustavo Franco - Profesor Pedro Chacón
- Víctor Corona - Miguel Angarita
- Esteban Villarreal - Señor Alcalde
- Eduardo Wasvelier - Padre
- Xavier Coronel - El Peluquero
- Reinaldo Cruz - Doctor
- Carlos Farach - Roberto
- Fidel Pérez Michel - Comandante
- Carlos Javier Bello - Roberto Gálvez
- Iván Rodríguez Naranjo - Director
- Ricardo Orozco - Albeiro
- Jorge Luis Portales  - Jair
- Alexandro Danko  - Rodrigo
- Carolina Powell  - Flor
- Marina Catalán  - Genoveva
- Clemencia Velásquez  - Madre de Alicia
- Jorge Hernández - Taxista
- Morella Silva - Perfecta Albarracín de Blanco (Joven)
- Liz Coleandro - Señora Juez

## Versiones
- La viuda de Blanco, telenovela colombiana producida también por R.T.I. en 1996 y protagonizada por María Elena Doehring y Osvaldo Ríos.
- Prisionera, protagonizada por Gabriela Spanic y Mauricio Islas, tiene muchas similitudes en cuanto a historia y desarrollo: En ambas, la protagonista es acusada injustamente de un crimen que no cometió el cual es haber matado al hermano del protagonista, en ambas la protagonista sale en busca de sus hijos, luego de probar su inocencia la suegra arrepentida busca el perdón de la protagonista y por si fuera poco en ambas son antagonizadas por Zully Montero.